# Mjøstårnet
Mjøstårnet („Mjøská věž“) je dřevěná výšková budova v Norsku, nacházející se ve městě Brumunddal v kraji Innlandet. Je vysoká 85,4 m, má osmnáct pater a podlahová plocha zaujímá 11 300 m². Stavbu nese lepená dřevěná konstrukce, celkově bylo použito okolo 2 600 m³ dřeva. V horních podlažích byly použity i betonové základové desky, jejichž účelem je tlumit otřesy.
Budovu navrhl ateliér Studio Voll Arkitekter pro firmu AB Invest. Stavební práce byly zahájeny v roce 2017 a věž byla slavnostně otevřena 15. března 2019. V době dokončení byla největší celodřevěnou budovou na světě, ale v roce 2022 ji překonala Ascent MKE v americkém Milwaukee. Mjøstårnet je třetí nejvyšší budovou v Norsku.
Budova je víceúčelová, nachází se v ní hotel, restaurace, byty, kanceláře, konferenční sál i krytý plavecký bazén. Střešní terasa nabízí výhled na jezero Mjøsa. Mjøstårnet je nazývána „signální budova“, neboť je krajinnou dominantou a zároveň ukazuje cestu pro využití dřeva při stavbě výškových budov. Při stavbě byla dbáno na zásady udržitelnosti: používalo se smrkové dřevo z okolních lesů a za každý pokácený strom byly zasazeny dva nové.